# 김정원 (축구 선수)
김정원(2000년 4월 27일 ~ )는 대한민국의 축구 선수로, 포지션은 공격수이다.